# West Concord (Massachusetts)
West Concord é um lugar designado pelo censo localizado no condado de Middlesex no estado estadounidense de Massachusetts. No Censo de 2010 tinha uma população de 6.028 habitantes e uma densidade populacional de 649,03 pessoas por km².

## Geografia
West Concord encontra-se localizado nas coordenadas 42° 27′ 07″ N, 71° 24′ 11″ O. Segundo a Departamento do Censo dos Estados Unidos, West Concord tem uma superfície total de 9.29 km², da qual 8.73 km² correspondem a terra firme e (6%) 0.56 km² é água.

## Demografia
Segundo o censo de 2010, tinha 6.028 pessoas residindo em West Concord. A densidade populacional era de 649,03 hab./km². Dos 6.028 habitantes, West Concord estava composto pelo 84.54% brancos, o 8.01% eram afroamericanos, o 0.03% eram amerindios, o 4.35% eram asiáticos, o 0% eram insulares do Pacífico, o 1.69% eram de outras raças e o 1.38% pertenciam a duas ou mais raças. Do total da população o 6.14% eram hispanos ou latinos de qualquer raça.